# Municipio de Dorset
El municipio de Dorset (en inglés: Dorset Township) es un municipio ubicado en el condado de Ashtabula en el estado estadounidense de Ohio. En el año 2010 tenía una población de 846 habitantes y una densidad poblacional de 14,15 personas por km².

## Geografía
El municipio de Dorset se encuentra ubicado en las coordenadas 41°40′46″N 80°39′58″O / 41.67944, -80.66611. Según la Oficina del Censo de los Estados Unidos, el municipio tiene una superficie total de 59.8 km², de la cual 59,74 km² corresponden a tierra firme y (0,1 %) 0,06 km² es agua.

## Demografía
Según el censo de 2010, había 846 personas residiendo en el municipio de Dorset. La densidad de población era de 14,15 hab./km². De los 846 habitantes, el municipio de Dorset estaba compuesto por el 95,86 % blancos, el 0,95 % eran afroamericanos, el 0,59 % eran amerindios, el 0,12 % eran asiáticos, el 0,47 % eran de otras razas y el 2,01 % eran de una mezcla de razas. Del total de la población el 0,59 % eran hispanos o latinos de cualquier raza.